# L'Horreur venue des collines
L'Horreur venue des collines (The Horror from the Hills) est une longue nouvelle de l'écrivain américain Frank Belknap Long, publiée dans le pulp Weird Tales en 1931 puis rééditée par Arkham House en 1963.
Elle relate l'histoire d'une entité dénommée Chaugnar Faugn, dont l'apparence rappelle vaguement une sorte d'éléphant monstrueux dont les immenses oreilles se terminent par des tentacules. Demeurant immobile sur son piédestal, telle une statue, Chaugnar Faugn se cache dans les montagnes d'Asie, nourri uniquement par ses gardiens. Amené dans un musée américain afin d'y être exposé, il se réveille et des événements sanglants s'ensuivent.
Howard Phillips Lovecraft accorde à Frank Belknap Long l'autorisation d'intégrer dans sa nouvelle des éléments issus d'un de ses rêves.
Chaugnar Faugn est mentionné en tant que Grand Ancien dans certaines œuvres se rattachant au mythe de Cthulhu.